# Licence canonique en théologie

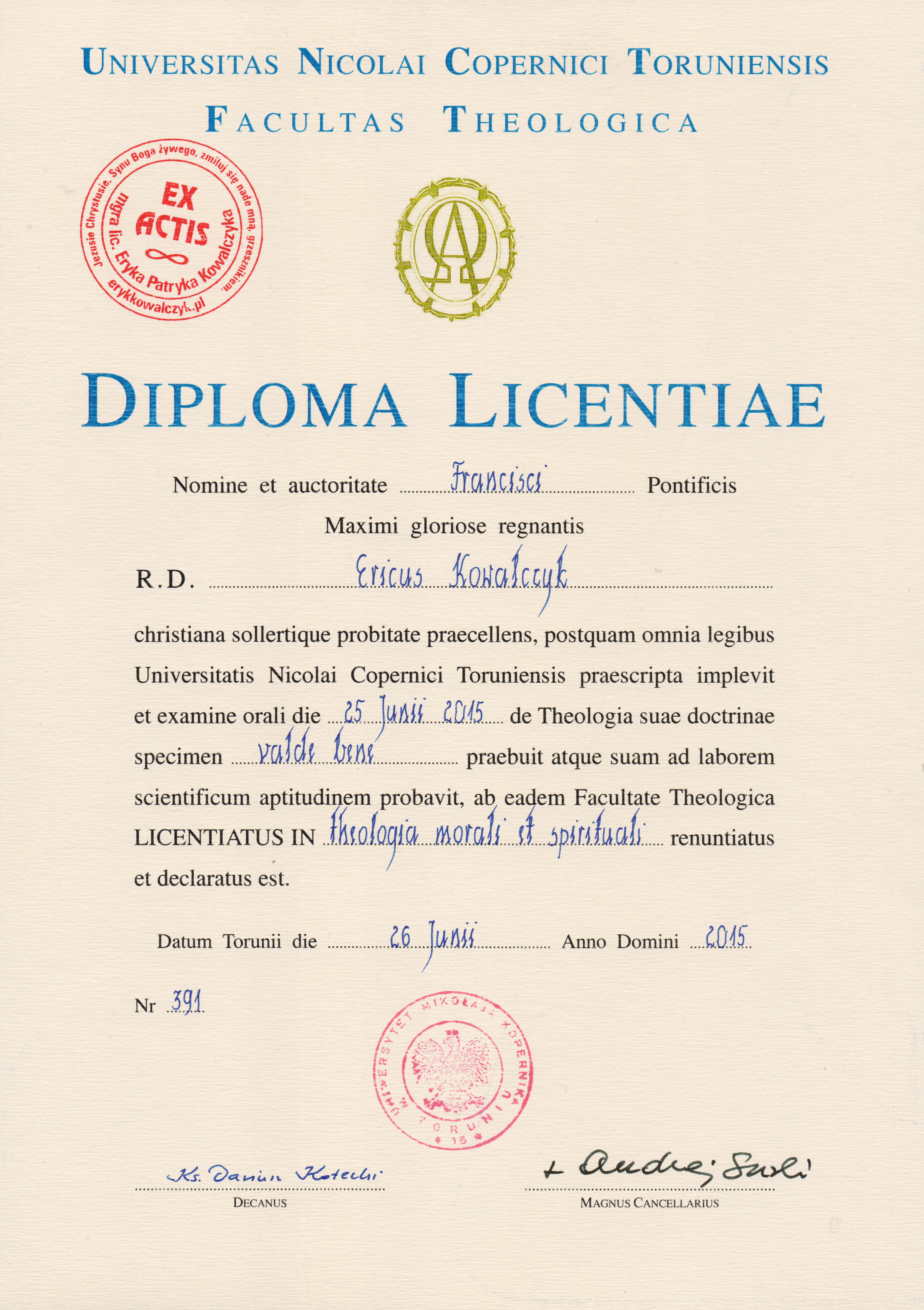
licence canonique en théologie d'une université polonaise

La licence canonique en théologie est un diplôme canonique délivré par les instituts et établissements d'enseignement supérieur de droit pontifical, équivalent en France  à un master dit "d'État" de théologie catholique (précision indispensable en France à cause de la loi de séparation de l'Église et de l'État). 
La licence s'obtient après deux années. Il est nécessaire de détenir le baccalauréat canonique de théologie pour accéder à cette formation.

## En France
Dans certains établissements, un master d'État en sciences humaines et sociales, mention « Théologie catholique » (souvent abrégé "Master de théologie catholique") permet d'y accéder. Un mémoire est rédigé pour son obtention. Ce diplôme étant accessible après 5 ans d'études, il permet d'obtenir un niveau Bac +7. Ces universités publiques peuvent délivrer ce diplôme grâce au Concordat encore en vigueur en Alsace et en Moselle.
Établissements délivrant un diplôme national de master (DNM) mention « Théologie catholique »:
- Faculté de théologie catholique de l'Université de Strasbourg
- UFR des sciences humaines et sociales de Metz, Université de Lorraine (département de théologie)
- Faculté de théologie et sciences religieuses de l'Université catholique de l'Ouest à Angers (en convention avec l'Université de Strasbourg)

En tant que diplôme canonique, il est délivré rédigé en latin car il suit la mise en page en vigueur au Vatican et non dans le pays d'obtention.